# Dương Bích Liên
Dương Bích Liên, né le 17 juillet 1924 à Hanoï (Union indochinoise) et mort le 12 décembre 1988 dans la même ville, est un peintre vietnamien,. Il est mort d'un excès de consommation d'alcool,,. Il reçoit le prix Hô Chi Minh à titre posthume en 2000.
Plusieurs de ses œuvres sont exposées au musée des beaux-arts du Viêt Nam à Hanoï.